# Carrizozo Woman's Club
Le Carrizozo Woman's Club est un bâtiment américain à Carrizozo, dans le comté de Lincoln, au Nouveau-Mexique. Construit en 1939 dans le style Pueblo Revival, l'édifice est inscrit au Registre national des lieux historiques depuis le 6 octobre 2003.